# Partido Auténtico Limonense

El Partido Auténtico Limonense es un partido político costarricense de escala provincial de Limón. El Partido postuló con éxito al alcalde incumbente del cantón de Limón Néstor Mattis, originalmente electo por el Partido Liberación Nacional, partido del que se separó tras ser cuestionado por la construcción irregular de un puente. Mattis fue reelecto en 2020 y el partido obtuvo también mayoría en el Concejo Municipal de Limón.